# Долгое Поле (Закарпатская область)
Долгое Поле (укр. Довге Поле) — село в Баранинской сельской общине Ужгородского района Закарпатской области Украины.
Население по переписи 2001 года составляло 597 человек. Занимает площадь 0,021 км².
Существует мнение, что село основали выходцы из Геевцев. В письменных источниках впервые упоминается в XIV—XV веках под названием «Hozuymezow de Homonna». С XIV по XVII века село было собственностью Невицкого домена Другетов. В 1427 году зависимые крестьяне были обложены от 18-ти порт. В 1599 году в селе оставыалось лишь 6 крепостных хозяйств. Письменные источники конца XVII — начала XVIII века относят Долгое Поле к малым деревням. В середине XVIII века село пополнилось новыми русскими переселенцами.